# Ioana Pârvulescu
Ioana Pârvulescu (ur. 1960 w Braszowie) – rumuńska pisarka, tłumaczka i wykładowczyni.

## Życiorys
Urodziła się w 1960 roku w Braszowie. W wieku 19 lat wyjechała do Bukaresztu, gdzie ukończyła studia na Wydziale Filologicznym Uniwersytetu Bukareszteńskiego. Po studiach przez siedem lat nauczała w wiejskiej szkole, dojeżdżając do pracy z Bukaresztu. W 1993 roku została redaktorką magazynu „Romania literară”, dla którego pisała przez 18 lat. Przez dziesięć lat koordynowała serię wydawniczą Cartea de pe noptieră dla rumuńskiego wydawnictwa Humanitas. Jest autorką ponad dziesięciu książek. Popularność przyniosły jej teksty o życiu codziennym w XIX wieku, w międzywojniu oraz w epoce komunizmu. W 2009 ukazała się jej pierwsza powieść Życie zaczyna się w piątek. Jej akcja toczy się w ostatnich dwóch tygodniach 1897 roku, a punktem wyjścia jest próba zidentyfikowania młodego mężczyzny, którego odnaleziono nieprzytomnego w śniegu na obrzeżach Bukaresztu. Książka została wyróżniona Europejską Nagrodą Literacką oraz przetłumaczona m.in. na język szwedzki, francuski i serbski. W następnych latach ukazały się kolejne, dobrze przyjęte powieści: Viitorul începe luni (2012) oraz Niewinni (2016). W tej ostatniej opisany jest los kilku generacji rumuńskiej rodziny, która próbuje radzić sobie podczas rządów Ceaușescu. W powieści pojawiają się wątki autobiograficzne. Poza własną twórczością, Pârvulescu przekłada także z francuskiego i niemieckiego, w tym dzieła Angelusa Silesiusa, Milana Kundery, René Goscinnego czy Antoine’a de Saint-Exupéry.
Wykłada na Wydziale Filologicznym Uniwersytetu Bukareszteńskiego.

## Powieści
- 2009: Viața începe vineri, wyd. pol.: Życie zaczyna się w piątek. Karolina Brykner, Tomasz Klimkowski (tłum.). Wydawnictwo Uniwersytetu Jagiellońskiego, 2016. ISBN 978-83-233-4049-2. Brak numerów stron w książce
- 2012: Viitorul începe luni
- 2016: Inocenții, wyd. pol.: Niewinni. Joanna Kornaś-Warwas (tłum.). Wydawnictwo EMG, 2019. ISBN 978-83-63464-22-6. Brak numerów stron w książce
- 2020: Prevestirea[4]